# Moschea Mohammad al-Amin
La Moschea Mohammad al-Amin (in arabo جامع محمد الأمين‎?), nota anche come Moschea Blu, è una moschea sunnita situata nel centro di Beirut, in Libano.

## Storia
Nel XIX secolo, su questo sito fu costruita una zāwiya (angolo di preghiera e meditazione islamica). La costruzione della moschea iniziò nel novembre 2002 e venne inaugurata nel 2008.

## Descrizione
L'edificio segue lo stile dell'architettura monumentale ottomana. La struttura che occupa un'area di circa 11 000 metri quadrati, è caratterizzata dalla presenza di una cupola blu alta 48 m e minareti alti 65 metri posti ai quattro angoli della moschea.